# Malipol

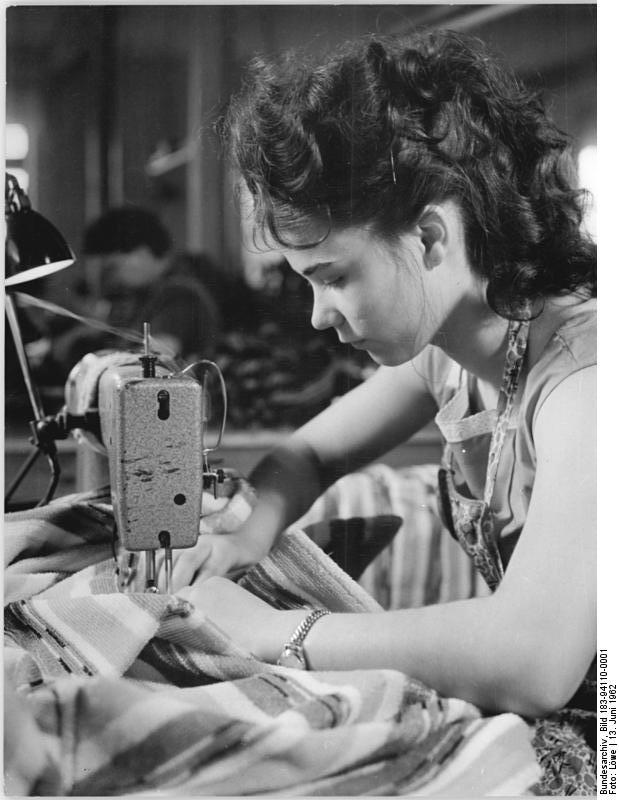
Renate Witschag, VEB Prettena Großschönau, näht Strandbekleidung aus Malipolstoffen (1962)

Malipol ist die Bezeichnung für eine Nähwirktechnik, für den damit hergestellten Polfaden-Nähwirkstoff wie auch für die dafür verwendete Polfaden-Nähwirkmaschine.
Im Jahr 1955 meldete der Ingenieur Heinrich Mauersberger das Patent Nr. 15334 beim Amt für Erfindungs- und Patentwesen der DDR unter dem Titel „Plüschartiges Erzeugnis und Maschine zu dessen Herstellung“ an, das heute als Malipol bekannt ist, heute registriert beim Deutschen Patent- und Markenamt unter der Registriernummer DD000000015224A1. 1960 lief die Nähwirkmaschine MALIMO, Typ Malipol, Modell 14005 in der Textilindustrie als Produktionsmaschine.
Die Vorzüge der Maschine sind ihre hohe Produktionsgeschwindigkeit, eine gute Schlingenfestigkeit der Polnoppen und eine hohe Polnoppendichte.
Polfaden-Nähwirkstoffe sind  textile Flächengebilde, bei denen Fäden, in Schlaufen oder zu Polhenkeln geformt, in ein Grundmaterial (Trägermaterial) eingebunden sind.
Das Trägermaterial, das Gewebe, Gewirke, Nähgewirke, Malimo-Stoffe oder Vliesstoffe sowie nichttextile Materialien wie Schaumstoffe, Folien und andere sein können, wird von Schiebernadeln durchstochen. Den Nadeln werden Polfäden (Garne oder Zwirne aus Natur- oder Chemiefaser oder Chemieseiden, auch texturierte Synthesefaserfilamente) vorgelegt, aus denen Maschen in Trikotbindung gebildet werden. Die Platinenmaschen der Trikotbindung werden dabei zu Polschlingen ausgeformt und mit Stichlängen von 0,7–5 mm zum Herstellen von Plüsch, Frottee oder Velours  in die Grundware eingenäht. Die Höhe der Polplatinen (1–11 mm) bestimmt die Höhe der Polschlingen. Es können auch Flauschnähgewirke mit aufgeschnittenen Schlingen mit der Maschine hergestellt werden.
Typische Verwendung finden Malipol-Produkte bei 
- Heimtextilien, wie Möbelbezugsstoff und Bodenbelag
- Ersatz von Frottierstoff bei Camping- und Badeartikeln aus Kostengründen
- Haustextilien, wie Tücher für die Körperpflege.[1]